# مرکویلرپشلبرن
مرکویلرپشلبرن (به فرانسوی: Merkwiller-Pechelbronn) یک کمون در فرانسه با جمعیت ۸۷۹ نفر است که در Canton of Soultz-sous-Forêts واقع شده‌است.